# Памятный медальон Первой мировой войны
Памятный медальон Первой мировой войны — медальон, который выдавали после Первой мировой войны ближайшим родственникам всех военнослужащих Британской империи, погибших на войне.
Этот медальон, выполненный из бронзы, в народе прозвали «Пенни мертвеца» («Dead Man’s Penny»), а также «Пенни смерти» («Death Penny») и «Вдовий пенни» («Widow’s Penny») из-за схожести по внешнему виду с монетой в 1 пенни. Было выпущено 1 355 000 медальонов, на что израсходовано около 450 тонн бронзы. Медальоны выпускались до середины 1930-х годов, чтобы почтить память всех погибших военнослужащих. Уникальность данной награды в том, что на каждом медальоне отчеканены имя и фамилия конкретного погибшего человека, причём ни звание, ни должность не указывались — тем самым подчёркивалась равнозначность жертвы каждого британского подданного ради достижения общей цели.

## Описание
Медальон диаметром 4,72 дюйма (120 мм) отлит из бронзы — материала, выбранного на конкурсной основе. Также путём конкурса, на который было представлено более 800 работ, в 1918 году был выбран дизайн медальона — победителем стал ливерпульский скульптор и медальер Эдвард Картер Престон, получивший первую премию в размере 250 фунтов стерлингов.
На знаке изображены персонифицированный символ Великобритании — Британия в образе женщины с трезубцем в правой руке, рядом другой символ — лев, стоящий у ног Британии. Возле передней лапы льва помещены инициалы автора — E.CR.P. В левой руке Британия держит дубовый венок, ниже которого в рамке указана фамилия погибшего воина. Два дельфина плавают вокруг Британии, символизируя английское морское могущество. Другой лев внизу медальона разрывает немецкого орла. По окружности знака расположена надпись заглавными буквами — «Он умер за свободу и честь» (англ. «He died for freedom and honour»); для женщин, которым посвящены около шестисот медальонов (по другим данным — около 1500 штук), надпись гласит: «Она умерла за свободу и честь» (англ. «She died for freedom and honour»).
Первоначально, с 1919 года, медальоны изготовлялись на предприятии Memorial Plaque Factory в местечке Актон, Лондон. Первые медальоны не имели номеров, а на более поздних уже были номера, выбитые возле задней ноги льва. 
В декабре 1920 года производство было перенесено в Королевский арсенал (англ. Royal Arsenal) в Вулидж, Лондон. Медальоны, изготовленные здесь, можно определить по совмещенным буквам WA, расположенным с его обратной стороны; также на вулиджских медальонах номер выбивался между задней лапой и хвостом льва, а не позади лапы. В процессе последующего производства дизайн медальона был изменен автором в связи с добавлением буквы S для «женских» медальонов (SHE вместо HE). Медальоны вручались родственникам в комплекте с памятной грамотой от короля Георга V, но иногда письма с грамотой отсылались в первую очередь.
Существовали и нестандартные медальоны. Так, компания Wright and Sons из города Edgware, графство Мидлсекс, производила бронзовые медальоны и продавала их по 13 шиллингов и 6 пенсов каждый. Также существуют современные копии, выдаваемые за подлинные экземпляры.